# Philipp Wollscheid
Philipp Wollscheid (Wadern, 6 maart 1989) is een Duits voetballer die bij voorkeur als centrale verdediger speelt. Hij verruilde Stoke City in augustus 2017 voor FC Metz. Wollscheid debuteerde in 2013 in het Duits voetbalelftal.

## Clubcarrière
Wollscheids profcarrière begon in 2007 bij Rot-Weiss Hasborn-Dautweiler. Het daaropvolgende seizoen tekende hij bij FC Saarbrücken. Amper één jaar later verliet hij FC Saarbrücken weer voor Nürnberg. In november 2011 legde Bayer 04 Leverkusen Wollscheid vervolgens vast. Hij maakte wel nog het seizoen af bij Nürnberg.
Wollscheid begon in juli 2012 aan een vijfjarig contract bij Bayer 04 Leverkusen, dat hem voor circa €7.000.000,- overnam van Nürnberg. Hij ging centraal achterin een duo vormen met Ömer Toprak en speelde meer dan vijftig competitiewedstrijden voor de club. Leverkusen verhuurde Wollscheid gedurende het seizoen 2014/15 aan achtereenvolgens 1. FSV Mainz 05 en Stoke City. Laatstgenoemde lichtte in mei 2015 een optie in zijn contract en legde hem daarmee definitief vast tot medio 2018.

## Interlandcarrière
Wollscheid kwam eenmalig uit voor Duitsland -20. Op 7 april 2010 debuteerde hij tegen Italië -20. Op 29 mei 2013 debuteerde hij voor Duitsland in de vriendschappelijke interland tegen Ecuador. Hij viel in de slotminuten in voor Lars Bender.